# Ion Pillat
Ion Pillat (Bucarest, 31 marzo 1891 – Bucarest, 17 aprile 1945) è stato un poeta rumeno.
È ricordato per i suoi volumi Pe Argeʂ în sus e Poeme într-un vers.

## Biografia
Era nipote di Ion C. Brătianu. Studiò all'Università di Parigi dal 1910 al 1914 e tornò a Bucarest laureato in legge e in lettere. Aderì al movimento liberale e fu eletto deputato. Nel 1911 iniziò a collaborare alla rivista Convorbiri Literare (Conversazioni letterarie), poi scrisse su Flacăra, su Cugetul, su Cugetul Românesc e su Gândirea. Si dedicò anche al teatro, scrivendo Giovinezza senza vecchiaia e nel 1936 fu accolto nell'Accademia rumena.